# Хумилья (футбольный клуб)
«Хумилья» (исп. FC Jumilla) — испанский футбольный клуб из одноимённого города, в провинции и автономном сообществе Мурсия. Клуб основан в 1975 году, домашние матчи проводит на стадионе «Ла Хойя», вмещающем 3 300 зрителей. В Примере и Сегунде команда никогда не выступала, лучшим результатом является 15-е место в Сегунде B в сезоне 2015/16. В связи с финансовыми проблемами клуб прошел процедуру банкротства 27 мая 2011 года.

## Сезоны по дивизионам
- Сегунда B — 3 сезона
- Терсера — 26 сезонов
- Региональные лиги — 12 сезонов

## Достижения
- Терсера
  - Победитель (2): 2009/10, 2014/15